# Medalhistas olímpicos de skeleton

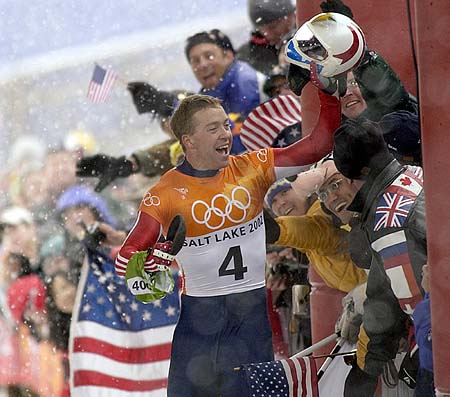
Norte-americano Jimmy Shea venceu o evento masculino nos Jogos Olímpicos de Inverno de 2002 em Salt Lake City, se tornando o primeiro campeão olímpico no skeleton desde Nino Bibbia nos Jogos de 1948.

O skeleton é um esporte olímpico disputado nos Jogos Olímpicos de Inverno. Foi introduzido nos Jogos Olímpicos de Inverno de 1928 em St. Moritz, sua terra natal, em um evento para os homens somando o tempo ao longo de quatro descidas. Retirado do programa olímpico em 1932 e em 1936, o skeleton retornou novamente ao programa olímpico em St. Moritz, nos Jogos Olímpicos de Inverno de 1948. Após uma ausência de 54 anos do programa dos Jogos Olímpicos de Inverno, o skeleton foi reintroduzido nos Jogos Olímpicos de Inverno de 2002 em Salt Lake City, com evento para homens e mulheres.
Em 1928, o primeiro evento olímpico do skeleton foi vencido pelo norte-americano Jennison Heaton, que também ganhou uma medalha de prata no evento por equipes do bobsleigh. Seu irmão mais novo John Heaton foi vice-campeão, gastando um segundo a mais para completar as três descidas (a quarta foi cancelada). Ele repetiu o resultado vinte anos depois, terminado atrás do italiano Nino Bibbia, que deu ao seu país sua primeira medalha de ouro na história dos Jogos Olímpicos de Inverno.
Em 2002, o norte-americano Jimmy Shea, neto de Jack Shea, que conquistou duas medalhas de ouro na patinação de velocidade nos Jogos de 1932 em Lake Placid, garantiu a medalha de ouro por 0,05 segundos, se tornando o primeiro campeão olímpico da modalidade depois de 54 anos. No mesmo dia, outra esportista dos Estados Unidos, Tristan Gale, foi a primeira medalhista de ouro na competição feminina do skeleton na história dos Jogos Olímpicos. No evento masculino dos Jogos Olímpicos de Inverno de 2006, aos 39 anos, o canadense Duff Gibson (ouro) bateu seu compatriota e campeão do mundo Jeff Pain (prata) para se tornar o medalhista de ouro individual mais velho nos Jogos Olímpicos de Inverno. O suíço Gregor Stähli ganhou a medalha de bronze pela segunda vez, batendo o canadense Paul Boehm por 0,26 segundos, e evitando um pódio só com canadenses. Quatro anos depois, Jon Montgomery assegurou a segunda medalha de ouro seguida para o Canadá no evento masculino, enquanto Amy Williams vencia no evento feminino dando a Grã-Bretanha a sua única medalha nos Jogos Olímpicos de Inverno de 2010, bem como a primeira medalha de ouro individual desde 1980, e a primeira medalha de ouro individual feminina desde 1952.
Com os resultados obtidos até os Jogos Olímpicos de Inverno de 2022, a Grã-Bretanha lidera a contagem total de medalhas com nove conquistas: três de ouro, uma de prata e cinco de bronze. Os Estados Unidos vem em seguida com oito medalhas no total (três de ouro, quatro de prata e uma de bronze). A Alemanha tem seis medalhas (duas de ouro, três de prata e uma de bronze). Até 2022, John Heaton e Gregor Stähli eram os únicos a conquistar mais de uma medalha olímpica no skeleton, apesar de nunca terem vencido um evento. Alexander Tretiakov e Martins Dukurs igualaram esse desempenho ao conquistarem suas segundas medalhas olímpicas em 2014. Lizzy Yarnold conquistou o bicampeonato olímpico em 2018 e tornou-se a primeira mulher a ganhar mais de uma medalha. No total 42 medalhas foram entregues aos pilotos de skeleton em Jogos Olímpicos, representando 14 Comitês Olímpicos Nacionais (CON).

## Masculino

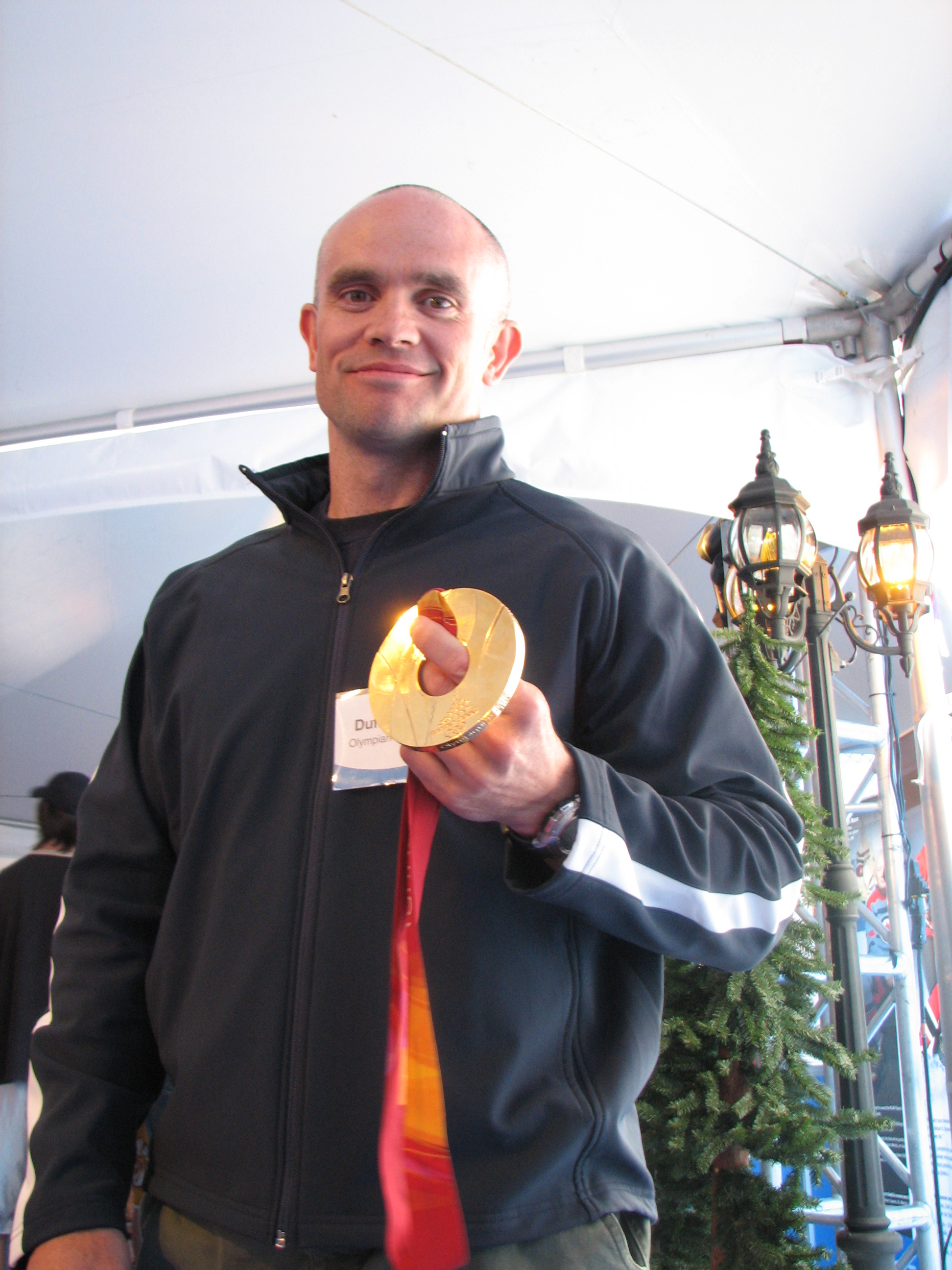
Em 2006, Duff Gibson se tornou o primeiro campeão olímpico canadense no skeleton e o medalhista de ouro individual mais velho da história dos Jogos Olímpicos de Inverno

| Evento                         | Ouro                               | Prata                                           | Bronze                             | Ref           |
| ------------------------------ | ---------------------------------- | ----------------------------------------------- | ---------------------------------- | ------------- |
| St. Moritz 1928 (detalhes)     | Jennison Heaton USA Estados Unidos | John Heaton USA Estados Unidos                  | David Carnegie GBR Grã-Bretanha    | [ 2 ] [ 12 ]  |
| St. Moritz 1948 (detalhes)     | Nino Bibbia ITA Itália             | John Heaton USA Estados Unidos                  | John Crammond GBR Grã-Bretanha     | [ 4 ] [ 13 ]  |
| Salt Lake City 2002 (detalhes) | Jimmy Shea USA Estados Unidos      | Martin Rettl AUT Áustria                        | Gregor Stähli SUI Suíça            | [ 6 ] [ 14 ]  |
| Turim 2006 (detalhes)          | Duff Gibson CAN Canadá             | Jeff Pain CAN Canadá                            | Gregor Stähli SUI Suíça            | [ 9 ] [ 15 ]  |
| Vancouver 2010 (detalhes)      | Jon Montgomery CAN Canadá          | Martins Dukurs LAT Letônia                      | Alexander Tretiakov RUS Rússia     | [ 16 ] [ 17 ] |
| Sóchi 2014 (detalhes)          | Alexander Tretiakov RUS Rússia     | Martins Dukurs LAT Letônia                      | Matthew Antoine USA Estados Unidos | [ 19 ]        |
| PyeongChang 2018 (detalhes)    | Yun Sung-bin KOR Coreia do Sul     | Nikita Tregubov OAR Atletas Olímpicos da Rússia | Dominic Parsons GBR Grã-Bretanha   | [ 20 ]        |
| Pequim 2022 (detalhes)         | Christopher Grotheer GER Alemanha  | Axel Jungk GER Alemanha                         | Yan Wengang CHN China              | [ 21 ]        |

## Feminino

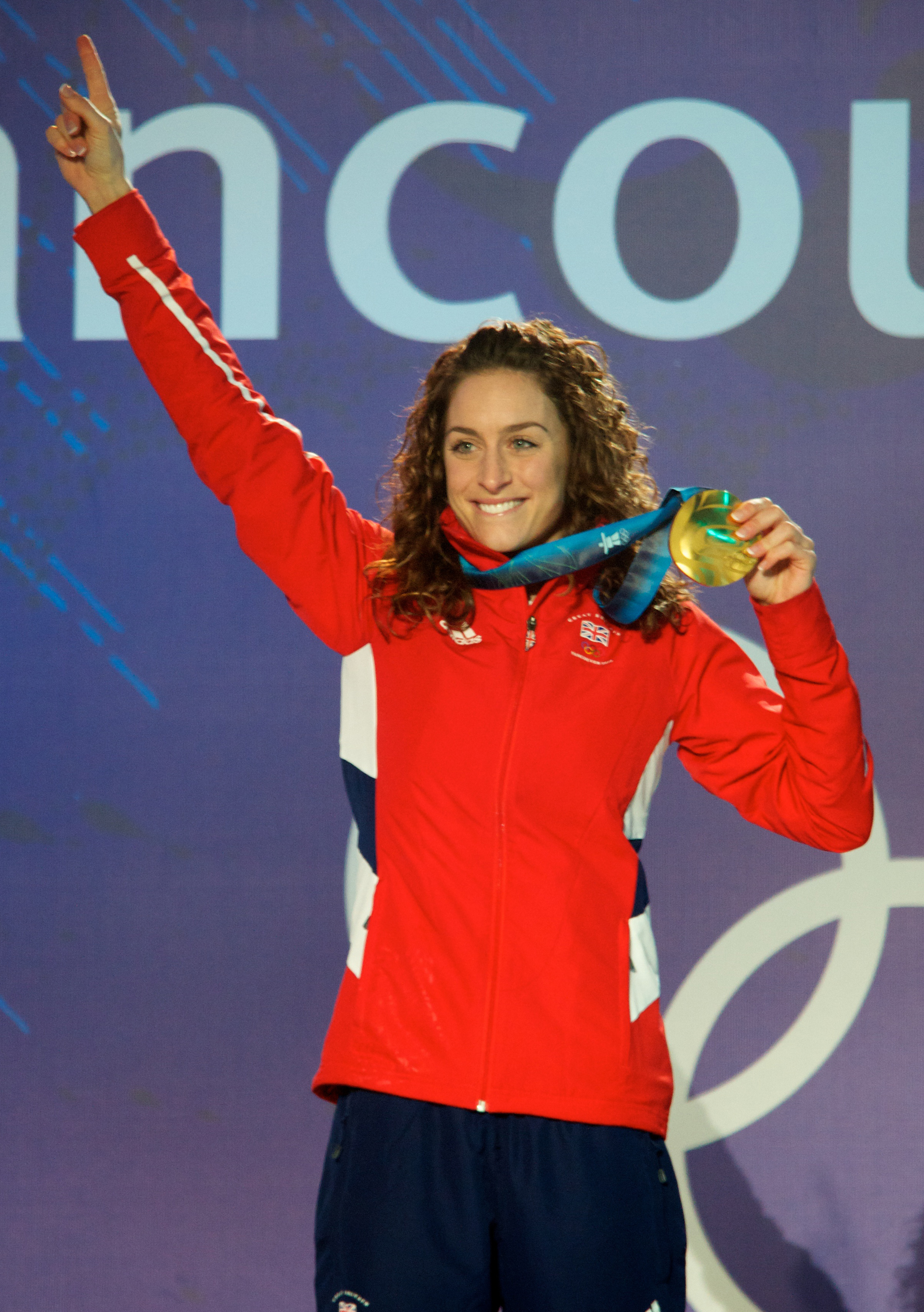
Amy Williams conquistou a primeira medalha de ouro individual nos Jogos Olímpicos de Inverno desde 1980, e a primeira medalha de ouro individual feminina desde 1952 para a Grã-Bretanha.

| Evento                         | Ouro                            | Prata                                | Bronze                           | Ref           |
| ------------------------------ | ------------------------------- | ------------------------------------ | -------------------------------- | ------------- |
| Salt Lake City 2002 (detalhes) | Tristan Gale USA Estados Unidos | Lea Ann Parsley USA Estados Unidos   | Alex Coomber GBR Grã-Bretanha    | [ 7 ] [ 22 ]  |
| Turim 2006 (detalhes)          | Maya Pedersen-Bieri SUI Suíça   | Shelley Rudman GBR Grã-Bretanha      | Mellisa Hollingsworth CAN Canadá | [ 23 ] [ 24 ] |
| Vancouver 2010 (detalhes)      | Amy Williams GBR Grã-Bretanha   | Kerstin Szymkowiak GER Alemanha      | Anja Huber GER Alemanha          | [ 25 ] [ 26 ] |
| Sóchi 2014 (detalhes)          | Lizzy Yarnold GBR Grã-Bretanha  | Noelle Pikus-Pace USA Estados Unidos | Elena Nikitina RUS Rússia        | [ 19 ]        |
| PyeongChang 2018 (detalhes)    | Lizzy Yarnold GBR Grã-Bretanha  | Jacqueline Lölling GER Alemanha      | Laura Deas GBR Grã-Bretanha      | [ 27 ]        |
| Pequim 2022 (detalhes)         | Hannah Neise GER Alemanha       | Jaclyn Narracott AUS Austrália       | Kimberley Bos NED Países Baixos  | [ 21 ]        |

## Estatísticas

### Multimedalhistas
| Patinador(a)        | País               | Olimpíadas | Ouro | Prata | Bronze | Total |
| ------------------- | ------------------ | ---------- | ---- | ----- | ------ | ----- |
| Lizzy Yarnold       | GBR Grã-Bretanha   | 2014–2018  | 2    | 0     | 0      | 2     |
| Alexander Tretiakov | RUS Rússia         | 2010–2014  | 1    | 0     | 1      | 2     |
| Martins Dukurs      | LAT Letônia        | 2010–2014  | 0    | 2     | 0      | 2     |
| John Heaton         | USA Estados Unidos | 1928, 1948 | 0    | 2     | 0      | 2     |
| Gregor Stähli       | SUI Suíça          | 2002–2006  | 0    | 0     | 2      | 2     |

### Medalhas por ano

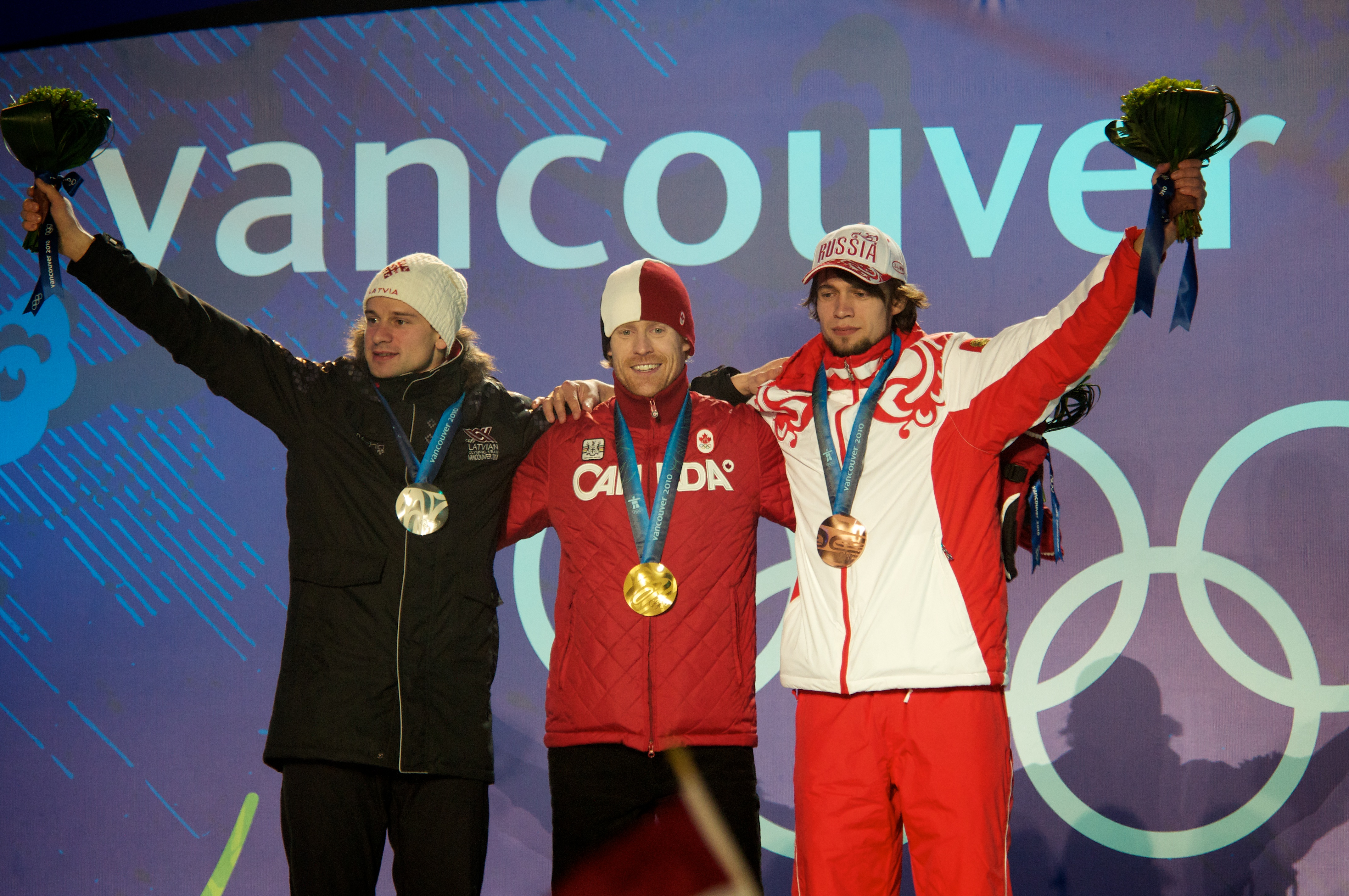
Jon Montgomery (centro) comemora a segunda medalha de ouro seguida no evento masculino. Martins Dukurs da Letônia (esquerda) e Alexander Tretiakov da Rússia (direita) conquistaram as primeiras medalhas de seus países no skeleton.

| # | Número de medalhas conquistadas pelo CON nestes Jogos | – | CON não ganhou nenhuma medalha nestes Jogos |

| CON                             | 24 | 28 | 32–36 | 48 | 52–98 | 02 | 06 | 10 | 14 | 18 | 22 | Total |
| ------------------------------- | -- | -- | ----- | -- | ----- | -- | -- | -- | -- | -- | -- | ----- |
| GER Alemanha                    |    | –  |       | –  |       | –  | –  | 2  | –  | 1  | 3  | 6     |
| OAR Atletas Olímpicos da Rússia |    | –  |       | –  |       | –  | –  | –  | –  | 1  | –  | 1     |
| AUS Austrália                   |    | –  |       | –  |       | –  | –  | –  | –  | –  | 1  | 1     |
| AUT Áustria                     |    | –  |       | –  |       | 1  | –  | –  | –  | –  | –  | 1     |
| CAN Canadá                      |    | –  |       | –  |       | –  | 3  | 1  | –  | –  | –  | 4     |
| CHN China                       |    | –  |       | –  |       | –  | –  | –  | –  | –  | 1  | 1     |
| KOR Coreia do Sul               |    | –  |       | –  |       | –  | –  | –  | –  | 1  | –  | 1     |
| USA Estados Unidos              |    | 2  |       | 1  |       | 3  | –  | –  | 2  | –  | –  | 8     |
| GBR Grã-Bretanha                |    | 1  |       | 1  |       | 1  | 1  | 1  | 1  | 3  | –  | 9     |
| ITA Itália                      |    | –  |       | 1  |       | –  | –  | –  | –  | –  | –  | 1     |
| LAT Letônia                     |    | –  |       | –  |       | –  | –  | 1  | 1  | –  | –  | 2     |
| NED Países Baixos               |    | –  |       | –  |       | –  | –  | –  | –  | –  | 1  | 1     |
| RUS Rússia                      |    | –  |       | –  |       | –  | –  | 1  | 2  | –  | –  | 3     |
| SUI Suíça                       |    | –  |       | –  |       | 1  | 2  | –  | –  | –  | –  | 3     |